# Coumanie
La Coumanie est une région d'Europe centrale et orientale, autrefois habitée par les Coumans.

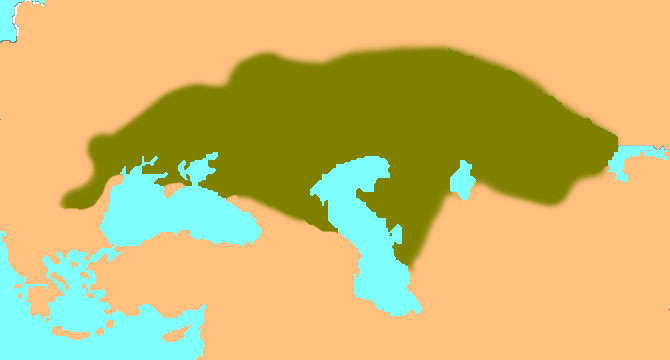
La confédération Couman-Kipchak vers 1200.

Le terme désigna d'abord la confédération des Coumans, qui s'étendit aux XIe et XIIe siècles sur le Kazakhstan, le sud de la Russie, l'Ukraine, le sud de la Moldavie et l'est de la Valachie, bien que ces limites soient floues et aient varié selon les époques et les sources.  
Ainsi : 
- les sources byzantines, russes, géorgiennes, arméniennes et perses désignaient plutôt sous ce terme la steppe pontique ;
- Les sources occidentales y voyaient plutôt les principautés danubiennes et l'Ukraine méridionale, là où les premiers contacts eurent lieu entre les Coumans et la chrétienté, et où plus tard ils se convertirent au christianisme.

Le terme perdit vite son sens ethnique pour prendre un sens politique, et le terme survécut à la chute de l'empire couman :
- en Hongrie, les réfugiés coumans créèrent deux régions appelées Coumanie (Kunság) dans la grande plaine hongroise : la Grande Coumanie (Nagykunság) et la Petite Coumanie (Kiskunság). Dans ces deux régions, les Coumans ont préservé leur langue et une partie de leurs traditions jusqu'à l'époque de la Réforme.
- en Roumanie, un diocèse catholique couman (en), dont le siège était Milcov, exista jusqu'en 1523. Il fut créé quand une partie des Coumans de la région, déjà christianisés, choisirent le catholicisme en 1227. Les autres restèrent orthodoxes et formèrent une partie de l'aristocratie valaque de Moldavie et Valachie. Suffragant de l'archevêché d'Esztergom, le diocèse catholique de Milcov permit au roi Béla IV de Hongrie de prendre le titre de Rex Cumaniae (« roi de Coumanie ») en 1228. Ce diocèse finit par englober tous les catholiques des pays roumains, quelle que soit leur origine ethnique, si bien que « Couman » (en roumain Coman) finit par y désigner un catholique, par opposition à un orthodoxe.

Armoiries de la Coumanie hongroise au XVIIIe siècle.